# Лісові насадження сосни з дубом
Лісові насадження сосни з дубом — ботанічна пам'ятка природи місцевого значення. Об'єкт розташований на території Черкаського району Черкаської області, квартал 19 виділи 6, 7 Дахнівського лісництва.
Площа — 4,6 га, статус отриманий у 1972 році.